# Stralsunder Stadtbefestigungen
Die Stralsunder Stadtbefestigungen waren ein System aus fester Stadtmauer, Stadttoren sowie Bastionen und Teichen, die die Hansestadt Stralsund seit der Mitte des 13. Jahrhunderts umgaben und sie vor Angriffen schützen sollten.

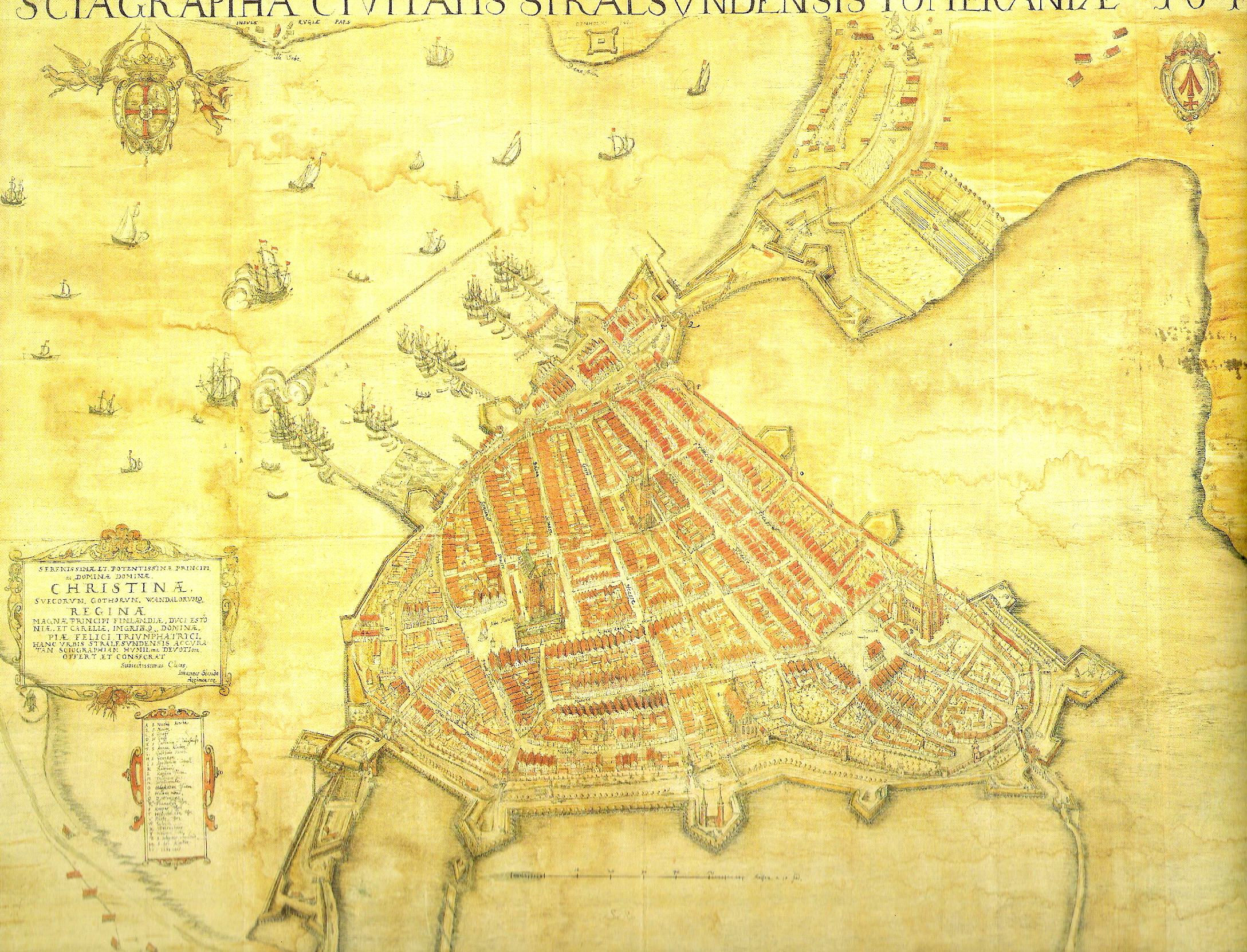
Stadtplan von Johannes Staude, 1647

Die Befestigungsanlagen der seeseitig durch den Strelasund begrenzten Stadt wurden, nachdem Stralsund 1648 schwedisch wurde, weiter ausgebaut. Stralsund war Brückenkopf in Schwedisch-Pommern und seine Verteidigung galt als immens wichtig. Bis zur Besetzung Stralsunds durch die Truppen Napoleons 1808 wurden die Anlagen gepflegt und ausgebaut. Die Franzosen ließen die Stadtmauern schleifen. Ferdinand von Schill ließ sie während seines Handstreichs wieder aufrichten, doch schon zu dieser Zeit hatten sie ihre große Bedeutung für den Schutz der Stadt weitgehend eingebüßt. Nach der Entfestung der Stadt 1873 unter der preußischen Herrschaft wurden die Anlagen weitgehend geschleift, die Bastionen wurden später zu Grünanlagen ausgebaut und bis auf drei alle Stadttore abgetragen.
Heute sind noch zwei Stadttore erhalten und die Stadtmauer ist an einigen Stellen restauriert oder originalgetreu nachgebildet. Die erhaltenen Stadtbefestigungen gehören zum Ensemble des UNESCO-Welterbes „Historische Altstädte Stralsund und Wismar“.

## Stadtmauer

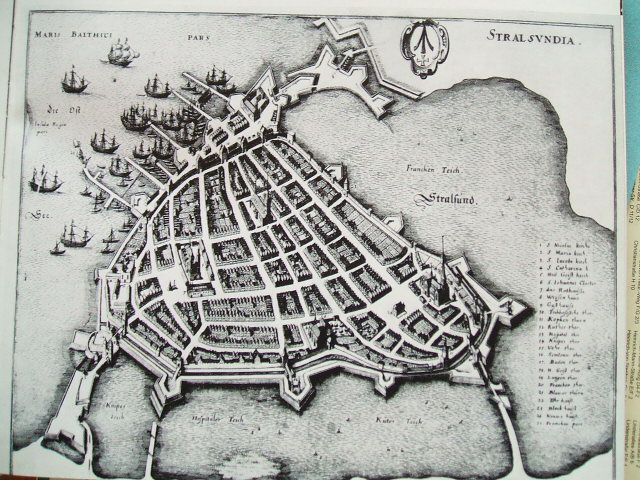
Die Stralsunder Stadtbefestigungen auf einem Stich Merians von 1650

Im Jahr 1256 wird erstmals die Stadtmauer erwähnt, die auf einer Länge von 3100 Metern die gesamte Stadt umgab und ursprünglich aus Erdwällen bestand, die mit Palisaden bestückt waren. Da diese Wälle kaum Schutz boten, wurden nach dem Überfall Lübecks auf die junge, 1234 gegründete Stadt am Strelasund Steinwälle errichtet. 1320 war die Stadtmauer fertiggestellt. Im 13. Jahrhundert bestand die Befestigungsanlage noch aus Pfahlwerk. Nach und nach wurde sie im späten 13. Jahrhundert durch eine Steinmauer mit Türmen und Wehrgängen ersetzt. Große Abschnitte der Stadtmauer mit Wiekhäusern sind noch Am Knieperwall und Fährwall erhalten. Von den zehn Stadttoren existieren nur noch das Knieper- und Kütertor.
Die Stadtmauer wurde stets gepflegt und ausgebaut. In den Jahren 1808 und 1809 wurden die Mauern auf Befehl Napoléon Bonapartes geschleift, was Major Ferdinand von Schill kurzzeitig wieder rückgängig machen ließ. Ab 1815 bauten die Preußen die Mauern und Befestigungen weiter aus. Nach Aufhebung des Festungscharakters Stralsunds im Jahr 1873 wurden die Stadtbefestigungen zügig abgebaut. Gründe für die Eile waren der Bedarf an Platz für Neubauten und die Zunahme des Verkehrs, der durch Mauern und Stadttore behindert worden war. In einem Vertrag von 1879 übertrug Preußen, zu dem Stralsund nun gehörte, die Stadtbefestigungen der Stadt Stralsund. 1887 waren die Abbrucharbeiten an dem größten Teil der ehemaligen Befestigungen abgeschlossen.
Heute ist von der Stadtmauer nur noch ein kleiner Teil erhalten. Teilweise wird die Stadtmauer dabei durch Außenmauern von Wohnhäusern und Klosteranlagen gebildet. In den 1980er Jahren durch polnische Spezialisten und nach 1990 im Zuge der Stadtsanierung gründlich überarbeitet, bietet dieser erhaltene Teil der Stadtmauer einen imposanten Anblick.

## Stadttore und Bastionen

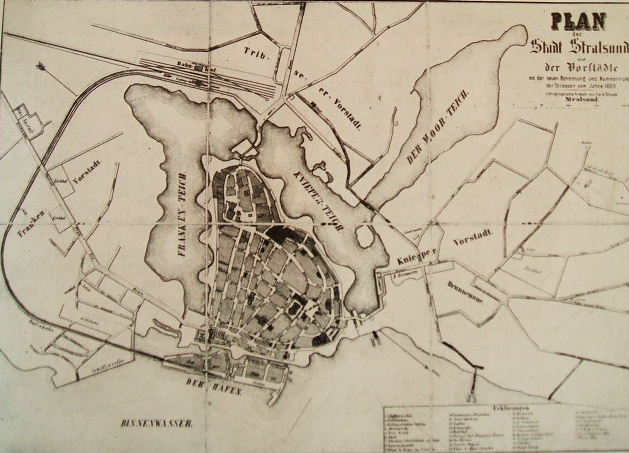
Stadtplan von 1869, gut zu erkennen die Teiche als natürlicher Schutz

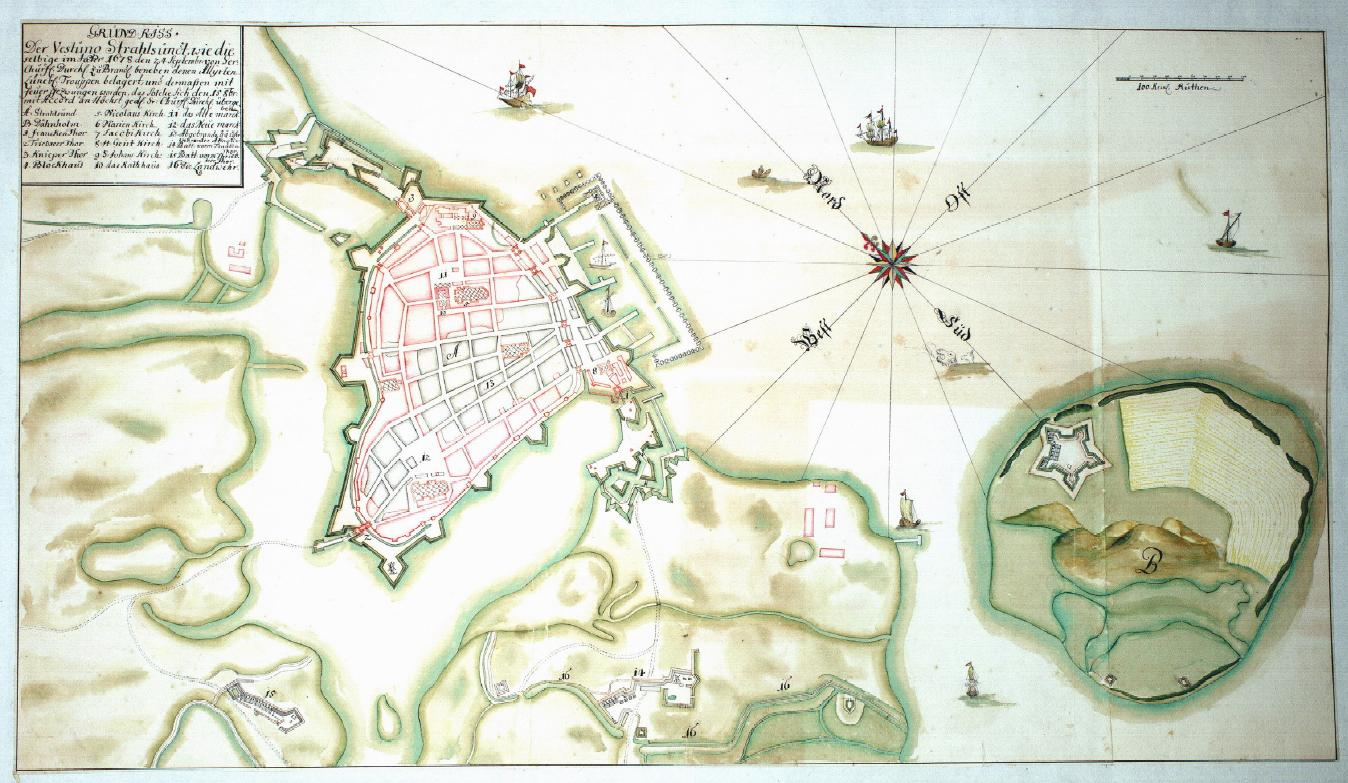
Plan von 1678

Stralsund besaß zehn Stadttore. Einige wurden bereits vor der eigentlichen Stadtmauer fertiggestellt, so ist das Fährtor bereits 1278 belegt, die Stadtmauer erst 1287. Heute sind nur noch zwei der Stadttore erhalten.
Die Stadttore wurden in Wassertore (zur Seeseite Stralsunds errichtete Tore) und Landtore unterschieden. Zu den Strandtoren gehörten (von Nordwesten nach Südosten) das Fährtor, das Semlower Tor, das Badentor, das Heilgeisttor, das Langentor und das Frankentor, zu den Landtoren (von Nord nach Süd) das Kniepertor, das Hospitaler Tor, das Kütertor und das Tribseer Tor. Die Anlage der Tore erfolgte als Innentor (zur Stadt hin) und Außentor. Zwischen diesen befand sich ein Gang (Zwinger), der zum Außentor hin breiter wurde. Zudem wurde der Gang zumeist leicht winklig angelegt, um ein Durchschießen durch die geöffneten Tore zu verhindern. Weitere Bestandteile der Stadttore waren Zugbrücken, Sperrketten und natürlich hölzerne, eisenbeschlagene Torflügel, die nachts und im Verteidigungsfall schnell geschlossen wurden. Die Stadttore standen von Sonnenaufgang bis Sonnenuntergang offen. Um Geld zur Pflege der Stadtbefestigungen zu erhalten, wurden die Räume in den Stadttoren den Kaufleuten verpachtet. Diese lagerten hier Waren; im Verteidigungsfall mussten sie ihre Waren allerdings unverzüglich entfernen.
Bis zur Aufhebung des Festungscharakters Stralsunds 1873 waren die Bastionen wichtiger Bestandteil der Verteidigungsanlagen. In einem Vertrag von 1879 übertrug Preußen, zu dem Stralsund nun gehörte, die Stadtbefestigungen der Stadt Stralsund. Die meisten der einst 13 Bastionen wurden fortan begrünt und zu Erholungszwecken genutzt.

### Badentor
Das Badentor, eines der Seetore, wurde 1277 erstmals erwähnt. Es hatte eine Breite von 9,75 Metern und eine Höhe von 10,30 Metern. Es befand sich am seeseitigen Ende der Badenstraße zur Wasserstraße hin. 1877 wurde es abgerissen, um den zunehmenden Verkehr nicht weiter zu behindern.

### Blau-Turm-Bastion
Die Blau-Turm-Bastion befindet sich zwischen dem Frankenwall und dem Frankenteich. Der namensgebende Blaue Turm war ein 1865 abgerissener Pulverturm, der seinen Namen wiederum aus der mittelalterlichen Bezeichnung blau für dunkel, abgeschlossene Räume erhielt. Von 1897 bis 1900 wurde auf dem Gelände die später Gerhart-Hauptmann-Schule benannte höhere Knabenschule errichtet (siehe Frankenwall 25). Das Gebäude wurde von 1997 bis 2004 komplett saniert und dient weiterhin als Schule.

### Fährtor und Fährbastion
Das Fährtor, eines der Seetore, findet erstmals 1278 urkundliche Erwähnung, also noch vor der erstmaligen Erwähnung der Stadtmauer. Es befand sich am seeseitigen Ende der Fährstraße zur Wasserstraße hin. Zur Seeseite betrug die Breite 32,30 Meter, zur Stadtseite hin 21,80 Meter. Die Tiefe betrug 20,50 Meter und die Höhe 17,10 Meter. Im unteren Teil des zweiteiligen Gebäudes befanden sich Unterkünfte für die Fährleute. Noch heute ist hier die möglicherweise älteste Kneipe des europäischen Festlandes („Zur Fähre“) zu finden. Das Fährtor fiel im ausgehenden 19. Jahrhundert dem ansteigenden Verkehr zum Opfer und wurde abgerissen. Teile des Tores wurden 1997 in den Neubau eines Wohnhauses integriert.
Die Fährbastion befindet sich zwischen dem Strelasund und der Seestraße und wird auch als Nasses Dreieck bezeichnet. Hier, an der Sundpromenade, befindet sich ein Gedenkstein für „die auf See Gebliebenen“, während Schifffahrten umgekommener Seeleute.

### Frankentor
Das Frankentor, eines der Seetore, wurde erstmals 1278 urkundlich erwähnt, also noch vor der erstmaligen Erwähnung der Stadtmauer. Es befand sich am seeseitigen Ende der Frankenstraße zur Wasserstraße hin. Seinen Namen erhielt es von der Frankenstraße, in der es lag, diese wiederum war nach einer Familie Franke (bzw. Vrancke) im Mittelalter benannt worden. Ein Bezug zu Franken besteht daher nicht. 1863 wurde das Frankentor abgetragen.

### Heilgeisttor und Heilgeistbastion
Das Heilgeisttor, eines der Seetore, wurde erstmals 1279 urkundlich erwähnt, also noch vor der erstmaligen Erwähnung der Stadtmauer. Es befand sich am seeseitigen Ende der Heilgeiststraße zur Wasserstraße hin und erhielt von der Heilgeiststraße auch seinen Namen. Reste des Tores wurden 1853 abgetragen.
Die Heilgeistbastion befindet sich zwischen dem Langen Kanal und der Straße Am Langenwall. Auf ihr befindet sich heute ein Parkplatz.

### Hospitaler Tor und Hospitaler Bastion

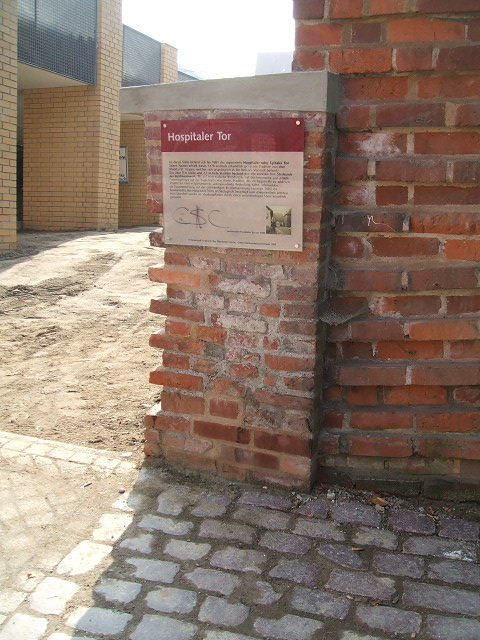
Gedenktafel Hospitaler Tor

Das Hospitaler Tor, eines der Landtore, wurde erstmals 1278 urkundlich erwähnt, also noch vor der erstmaligen Erwähnung der Stadtmauer. Es befand sich am Ende der Mönchstraße zum Knieperwall und der Hospitaler Bastion sowie dem damaligen, über den Knieperteich führenden Hospitaler Damm hin. Die Reste des Tores wurden 1881 abgetragen. Eine an der Stadtmauer in der Mönchstraße angebrachte Gedenktafel erinnert seit Dezember 2005 an das Hospitaler Tor.
Die Hospitaler Bastion befindet sich zwischen Knieperwall und dem nördlichen Teil des Knieperteiches, vor dem ehemaligen Hospitaler Tor. Sie wurde überwiegend als Exerzierplatz genutzt und 1885 in eine Gartenanlage nach Entwürfen des Gartenarchitekten Ferdinand Jühlke umgestaltet. Am 28. November 1886 wurde auf der Bastion ein Kriegerdenkmal eingeweiht. Dieses wurde in den 1950er Jahren abgerissen. Unter der Bastion befindet sich seit den 1950er Jahren ein Bunker, der seit Beginn der 1990er Jahre als Fledermausquartier genutzt wird. Die ehemaligen Gartenanlagen werden heute als Kinderspielplatz genutzt.

### Johannisbastion
Die Johannisbastion befindet sich zwischen Fährwall und Seestraße. Auf diesem Gelände befindet sich heute die Feuerwache der Stralsunder Berufsfeuerwehr.

### Katharinenbastion
Die Katharinenbastion befindet sich zwischen Knieperwall und dem südlichen Teil des Knieperteiches. Die ehemalige Bastion ist gärtnerisch gestaltet worden. Unter ihr befindet sich seit den 1950er Jahren ein Bunker.

### Kniepertor und Knieperbastion
→ Hauptartikel: Kniepertor

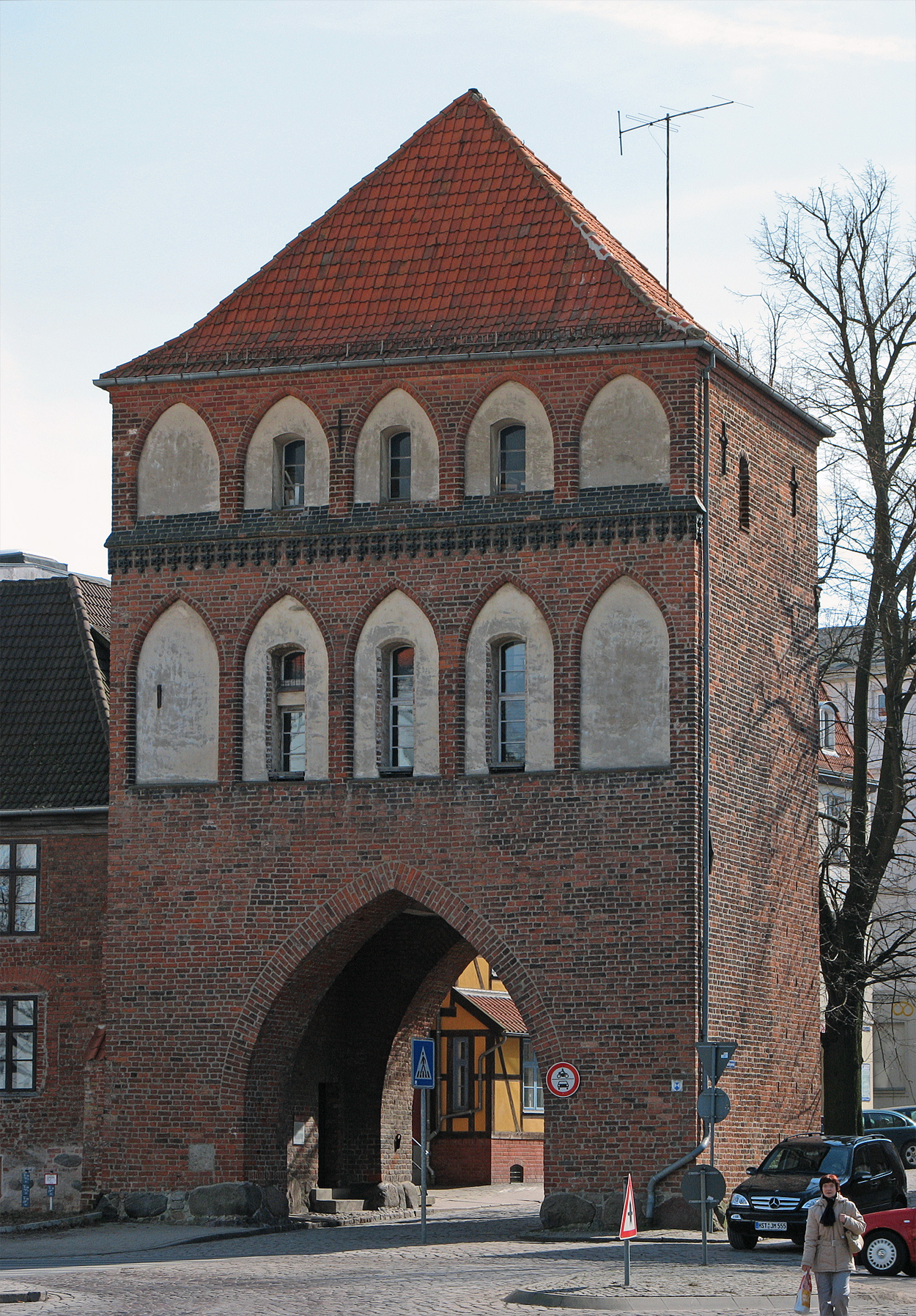
Kniepertor

Die Knieperbastion befindet sich zwischen Fährstraße bzw. Seestraße und dem Schill-Denkmal. Auf dieser Bastion standen Kasematten, in denen u. a. die Schill’schen Anhänger gefangengehalten wurden. 1911 bis 1913 wurde hier das städtische Lyzeum errichtet, dessen Nachfolger, das Hansa-Gymnasium noch heute in diesem Gebäude untergebracht ist. Vor dem Gebäude werden seit 2003 die ehemaligen Schillanlagen gärtnerisch wieder hergestellt.

### Kronlastadiebastion
Die Kronlastadiebastion befindet sich zwischen der Straße Am Fischmarkt und dem Querkanal. Das hier befindliche, 1865 erbaute Fachwerkhaus wurde zunächst als Schuppen für Kanonenwagen, später als Getreidespeicher genutzt.

### Kütertor und Küterbastion

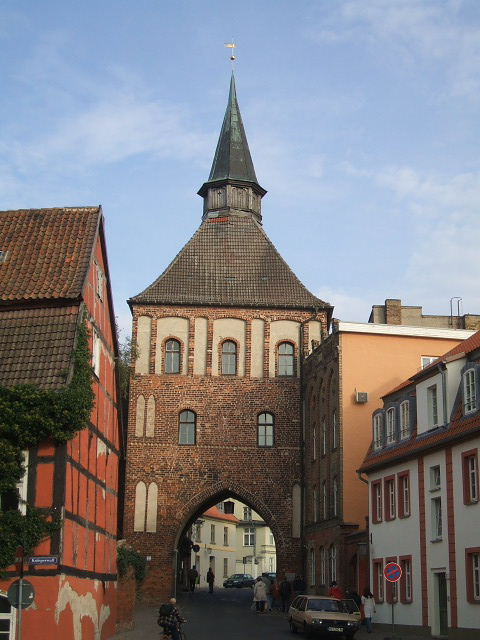
Das Kütertor von außen

Die Küterbastion befindet sich zwischen Knieperwall und dem Küterdamm vor dem Kütertor. Hier befand sich ein am 23. Juli 1923 eingeweihter Gedenkstein mit der Inschrift „Denke dran 1914 und 1918“, der nach 1945 entfernt wurde. Ab 1929 befand sich hier ein kleiner Tiergarten mit verschiedenen Tieren. Waren es zuerst Hirsche, die hier gehalten wurden (der sog. Hirschgarten), wurden später bis Anfang der 1990er Jahre Vögel präsentiert. Heute befindet sich dort ein Spielplatz.

### Langentor
Das Langentor, eines der Seetore, wurde erstmals 1287 urkundlich erwähnt, also noch vor der erstmaligen Erwähnung der Stadtmauer. Es befand sich am seeseitigen Ende der Langenstraße zur Wasserstraße hin. Es erhielt seinen Namen durch die Straße, in der es lag. Reste des Tores wurden am Ende des 19. Jahrhunderts abgetragen, um den zunehmenden Verkehr nicht zu behindern.

### Mühlenbastion
Die Mühlenbastion zwischen Frankenwall bzw. Tribseer Damm und dem Frankenteich wurde 1865 gärtnerisch gestaltet. Heute steht hier ein Kindergarten.

### Schützenbastion
Die Schützenbastion, die sich zwischen Frankenwall, Karl-Marx-Straße und Weidendamm und dem Frankenteich befindet, erhielt ihren Namen von ihrer Funktion als Schießplatz. Die Bastion wurde 1945 durch Aufschüttung mit dem Bauschutt aus der am 6. Oktober 1944 von den Alliierten bombardierten Stadt vergrößert. Heute befindet sich hier der Stralsunder Busbahnhof.

### Semlower Tor

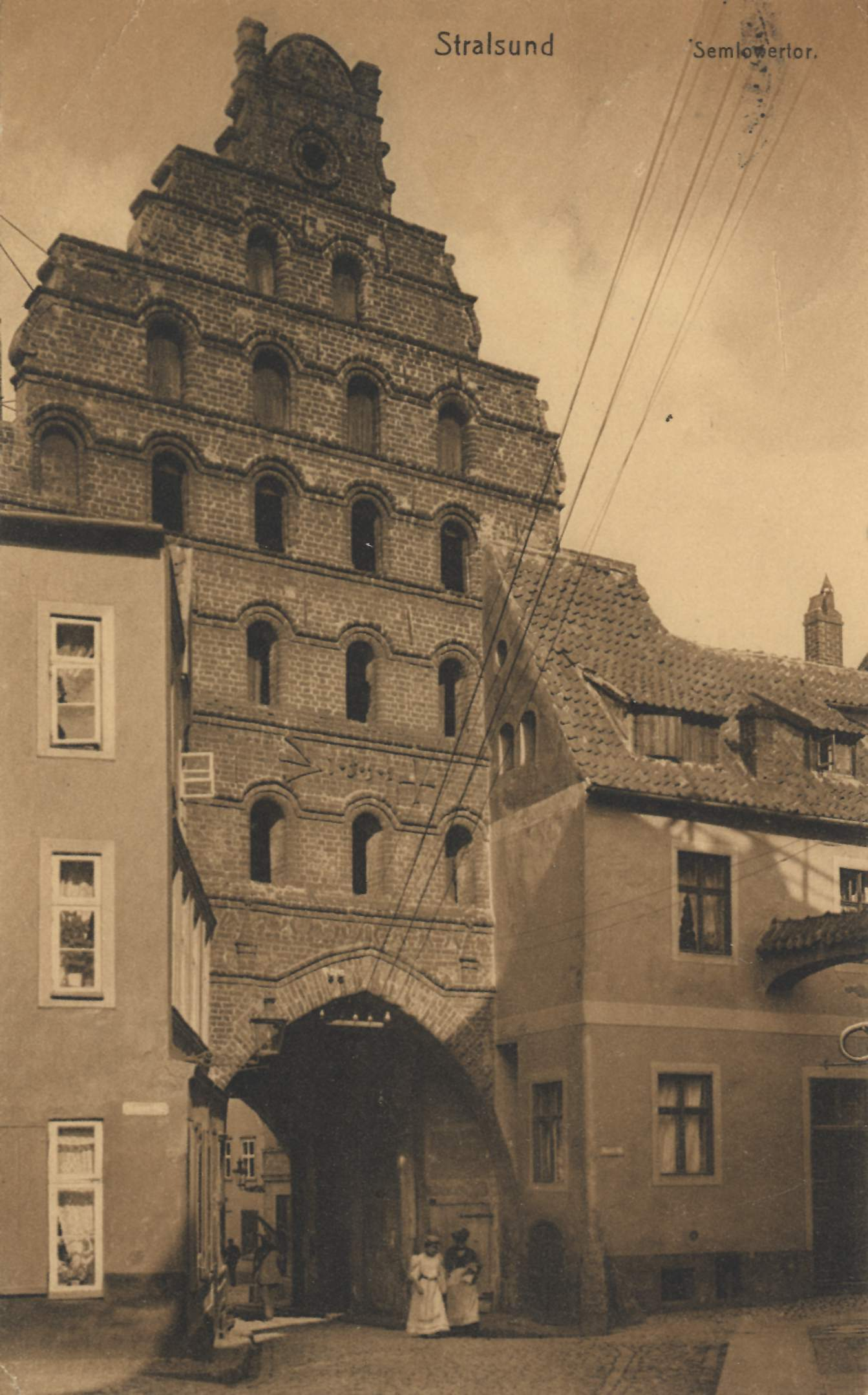
Semlower Tor um 1910 (nach Kriegsschäden 1960 abgerissen); Ansichtskarte von Knackstedt & Näther

Das Semlower Tor, eines der Seetore, wurde erstmals 1277 urkundlich erwähnt, also noch vor der erstmaligen Erwähnung der Stadtmauer. Es befand sich am seeseitigen Ende der Semlower Straße zur Wasserstraße hin. Es war 13,30 Meter breit, 17 Meter tief und 22,65 Meter hoch und wurde zu Wohnzwecken und als Speicher für Getreide genutzt. Im Jahr 1599 wurde es umgebaut. Im Zweiten Weltkrieg wurde es in der Bombennacht vom 6. Oktober 1944 stark beschädigt. Nach dem Krieg eine Ruine, wurde lange über die weitere Nutzung diskutiert. Da der DDR bzw. der Stadt Stralsund Gelder für einen Wiederaufbau zu dieser Zeit fehlten, wurden die Reste des Tores trotz Protesten am 29. Juni 1960 gesprengt. Reste des Tores wurden in einem anliegenden, im Jahr 1998 sanierten Haus integriert und sichtbar gemacht.

### Tribseer Tor und Tribseer Bastion

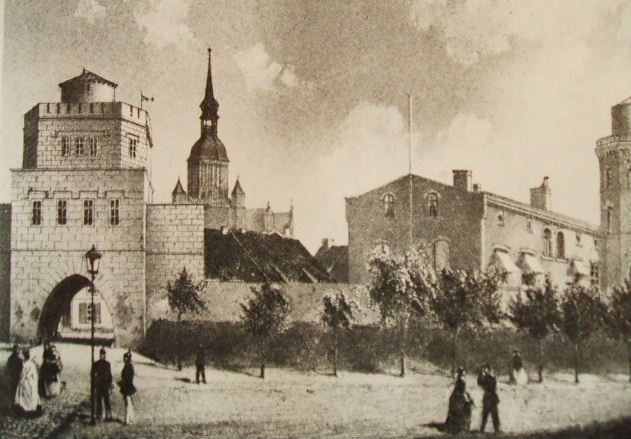
Tribseer Innentor

Das Tribseer Tor, eines der Landtore, wurde erstmals 1278 urkundlich erwähnt, also noch vor der erstmaligen Erwähnung der Stadtmauer. Es befand sich am Ende der Tribseer Straße zum Knieperwall bzw. Tribseer Damm hin. 1715 zog der schwedische König Karl XII. aus seinem türkischen Exil kommend durch das Tribseer Tor in die Stadt ein. 1770 wurden bei der Explosion des Köpkenturms Innen- und Außentor schwer beschädigt, danach wieder hergerichtet. 1877 wurde das Tor abgetragen. Heute befindet sich an seiner Stelle das ehemalige Reichsbankgebäude.
Die Tribseer Bastion befindet sich zwischen Frankenwall, Knieperwall und Bahnhofstraße sowie zwischen dem Frankenteich und dem südlichen Teil des Knieperteiches, vor dem ehemaligen Reichsbankgebäude (Tribseer Straße 1). Ihren Namen erhielt sie von einer Familie Tribsees. Sie ist gärtnerisch eindrucksvoll gestaltet. Seit September 1997 befindet sich hier ein Denkmal für Vertriebene.

### Weingartenbastion
Die Weingartenbastion zwischen Frankenwall und dem Frankenteich diente bis in die 1960er Jahre als Rummelplatz. Seitdem befand sich hier ein Parkplatz, der 1996 durch ein Parkhaus ersetzt wurde. Unter der Bastion befindet sich seit den 1950er Jahren ein Bunker.

## Dämme und Brücken

### Frankendamm
Der Frankendamm verläuft durch das Franken genannte Gebiet Stralsunds. Seine heutige Form entstand durch das Schleifen der Befestigungen nach dem Ende der Festungszeit Stralsunds. Wie auch die anderen Straßen bzw. Stadtteile mit dem Namensbestandteil Franken war hier eine reiche Kaufmannsfamilie namens Vranko bzw. Franken namensgebend. Nach dieser Familie aus der späteren Frankenstraße (die Familie wohnte am Anfang dieser Straße, was die Benennung nach ihr rechtfertigte) wurden im Laufe der Zeit weitere Straßen, wie eben der Frankendamm und sogar Stadtgebiete benannt.
Der Frankendamm trägt diese Bezeichnung offiziell erst seit 1869. Allerdings wurde dieser Weg bereits 1317 als dammno vranconis bezeichnet. Vor 1869 hieß die relativ breite Straße Am Landwege. Der Abschnitt zwischen Innenstadt und Schlachthof hieß noch bis 1953 Frankenkronwerk. Vom 7. November 1953 bis zum 16. November 1961 war die gesamte Straße nach Stalin Josef-W.-Stalin-Straße benannt.

### Knieperdamm
Der Knieperdamm (1319 erstmals erwähnt) verlief durch das wahrscheinlich nach einer Bürgerfamilie Knieper genannte Gebiet Stralsunds. Er diente auch als Staudamm für die Stadtteiche und als Damm, der die als Trinkwasserquelle genutzten Teiche gegen das bei Hochwasser anlaufende Wasser des Strelasunds schützen sollte. Seine heutige Form entstand durch das Schleifen der Befestigungen nach dem Ende der Festungszeit Stralsunds.

### Tribseer Damm
Der Tribseer Damm (1306 erstmals erwähnt) wurde nach der Stralsunder Ratsfamilie von Tribsees benannt. Bereits um 1270 ist ein Conrad von Tribsees in Urkunden genannt. Der Tribseer Damm wurde nach dieser Familie benannt, die als eine der ältesten Stralsunder Familien gilt und mehrere Ratsherren stellte. Die Familie stammte vermutlich ursprünglich aus Tribsees.
Der Damm diente auch als Staudamm für die Stadtteiche und als Damm, der die als Trinkwasserquelle genutzten Teiche gegen das bei Hochwasser anlaufende Wasser des Strelasunds schützen sollte. Seine heutige Form entstand durch das Schleifen der Befestigungen nach dem Ende der Festungszeit Stralsunds.

### Weidendamm
1919 wurde der Weidendamm künstlich aufgeschüttet, um einen reibungsloseren Verkehr in die Stadt zu ermöglichen. Damals trug er die Bezeichnung „Zuckerdamm“, da er fast geradewegs zur alten Zuckerfabrik Stralsund führte. Da der von Weiden umsäumte Damm den Verkehr nicht mehr bewältigen konnte, entstand neben ihm eine breitere vierspurige Straße, die Karl-Marx-Straße. Beide Straßen umschließen die Schützenbastion (siehe oben), wo sich der heutige Busbahnhof befindet.

### Küterdamm

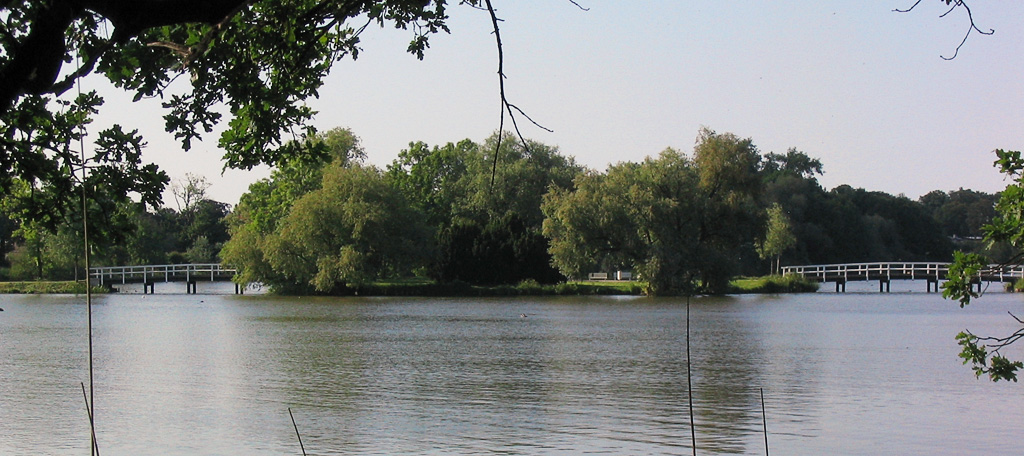
Weiße Brücken

Der Küterdamm wurde nach den die Innereien der Tiere (die küt) verarbeitenden Fleischern, die in der Nähe ihr Handwerk verrichteten, benannt. Seine heutige Form entstand durch das Schleifen der Befestigungen nach dem Ende der Festungszeit Stralsunds.